# Brawks
Kévin George plus connu sous le nom de Brawks, né le 19 octobre 1991 à Paris, anciennement « BroKeN » lorsqu’il était joueur professionnel de Call of Duty, est un chanteur, streameur, mannequin, influenceur et actuellement l’un des fondateurs et propriétaire de Gentle Mates.

## Biographie

### Début et jeunesse
Né à Paris en octobre 1991, Kévin George tombe vite de passion pour les jeux vidéo. Alors qu’il est au lycée, sa mère l’envoi faire sa dernière année aux États-Unis où le jeune Kévin a de la famille. Il obtient l’équivalent du baccalauréat français là-bas. Il ira ensuite en école hôtelière et fera ses premiers boulots en tant que serveur,.

### Carrière joueur E-sport
Il découvre Call of Duty à 15 ans, il s’intéresse rapidement aux compétitions et à l’esport. En 2009, alors âgé de 18 ans, il fait sa première LAN sur Call of Duty 4 Modern Warfare. Il rejoint sa première équipe les fair frag. Fin 2011, il rentre chez mythiX eSports avec comme coéquipier Samir « Diablo » Peru, Jordan « Krnage » Mercier et Maxime « Agonie » di Falco sur Call of Duty Modern Warfare 3. Ils feront une seconde place aux Pays-Bas lors de la Reflex GT 7, première LAN européenne pour BroKeN. Il fera d’ailleurs l’édition suivante 2 mois plus tard, la Reflex GT8, sous les couleurs EpsyloN Gaming et avec les mêmes coéquipiers où ils termineront cette fois au pied du podium.
Kévin signe son premier contrat professionnel lors de son intégration de EpsyburN crée par Fabien « Néo » Devide, sur Black Ops 2. Alors encore au début de l’esport professionnel, son premier salaire a été de 50€. Il y gagne la 4win 2 où il est élu MVP. À la suite de cette victoire, il rejoint le roster de Millenium pour un contrat de 250€ en février 2013. Seulement, malgré la bonne équipe, l’entente n’est pas au rendez-vous et BroKeN rejoint la Team aAa même pas 3 mois après.
Encore une fois, à la suite de désaccords avec la direction de AaA, Team Vitality est créée par Fabien « Neo » Devide, Nicolas Maurer, Corentin « Gotaga » Houssein et Kevin « BrokyBrawks » Georges le 05 août 2013. Toujours accompagné de Georges, Thomas « Azox » Albanese et Maxime « Agonie » di Falco, Vitality s’engage sur Black Ops 2. Ensemble, ils gagnent l’ESWC 2013 durant la Paris Games Week et deviennent champion de France.
Durant cette période de joueur professionnel, il jouera sur la scène européenne sur CoD Ghost, CoD Advanced Warfare et CoD Black Ops 3. Il gagnera entre autres la Gamers Assembly 2014 Ghosts ou la Gfinity European Pro League Season 2 – Premiership.

### Fin de carrière de joueur et transition
Après sa dernière saison en 2016, il arrête sa carrière professionnelle. Malgré le fait qu’il continue de toucher un salaire de Vitality en tant qu’ambassadeur, la transition difficile vers le monde de l’influence et du streaming lui pose problème. Il s’entoure de sa famille, sa sœur, devient son manager. Il demande conseil et s’inspire beaucoup de son ami et ancien coéquipier Gotaga, qui est l’un des premiers influenceurs de la scène esport française.
Il se lance sur YouTube en 2018. Il commence avec des vidéos sur différents jeux-vidéo et se spécialise sur la licence NBA 2K alors que Fortnite bat les records d’audience (il aura d’ailleurs l’une de ses dances qui deviendra une emote sur le jeu). Il co-anime aussi l’émission TV Esport Zone sur la chaine Mangas.
En 2019, il s’entoure d’un cadreur rencontré sur ses réseaux sociaux puis de graphistes et d’un chef de production.

### Carrière musicale
Passionné de musique, il sort plusieurs morceaux dont le morceau MONTRE en 2020 ou quelques mois plus tôt The Sound of R.S..
Par le biais d’un clip d’un de ses single Pollen, il annonce quitter Vitality le 5 avril 2021.

### Structure E-Sport: Gentle Mates
Le 13 avril 2023, il annonce avoir fondé la structure esport Gentle Mates avec Lucas « Squeezie » Hauchard et Corentin «Gotaga» Houssein.
En décembre 2024, Brawks, ancien joueur professionnel de la franchise Call of Duty, réalise un projet qu'il nourrissait depuis longtemps en rejoignant officiellement la franchise américaine avec Gentle Mates via la franchise Los Angeles Guerrillas M8.

### El Partidazo 5(2024)
En octobre 2024, lors de sa participation au match de football des streameurs Espagne-France, El Partidazo 5, il est victime de racisme et interrompt le match.

### DTR Fight (2024)
Le 7 décembre 2024, il participe au DTR Fight, un gala de boxe entre créateur de contenu à Paris La Défense Arena. Il gagne son combat contre le streamer Byilhan.

## Discographie
2020 : 
- MONTE
- TAKE OVER
- Nouvelle Paire
- Gotaga on Tour

2021 :
- Pollen
- Peur d’hier

2022 :
- Boss feat. Souli

## Historique eSport
- 2009 : fair frag (joueur)[4]
- 2011 : mythiX eSports (joueur)
- 2011 : EpsyloN Gaming (joueur)
- 2011 : EpsyburN (joueur professionnel)
- 2013 : Millenium (joueur professionnel)
- 2013 : Team aAa (joueur professionnel)
- 2013-2017 : Vitality (fondateur et joueur professionnel)
- 2017-2021 : Vitality (ambassadeur)
- 2021-2023 : Monster and Nothing Else (Mane) (joueur, influencer)
- Depuis 2023 : Gentle Mates (fondateur, gérant, ambassadeur)